# Újharagos
Újharagos (Preluca Nouă),  település Romániában, a Partiumban, Máramaros megyében.

## Fekvése
Haragos (Preluca Veche) mellett fekvő település.

## Története
Újharagos korábban Haragos (Preluca Veche) része volt.
1956-ban vált önálló településsé, ekkor 476 lakosa volt.
A 2002 évi népszámláláskor 331 román lakosa volt.